# Oliver Jens Schmitt
Oliver Jens Schmitt (n. 15 februarie 1973, Basel, Cantonul Basel-Oraș, Elveția) este un istoric elvețian specializat în istoria Europei de Est. Este profesor de istorie la Universitatea din Viena. Din 2017 este președintele secției de istorie a Academiei Austriece de Științe.

## Publicații
- Das venezianische Albanien 1392–1479, München 2001;
- Levantiner – Lebenswelten und Identitäten einer ethnokonfessionellen Gemeinschaft im osmanischen Reich im „langen 19. Jahrhundert“, München 2005;
- Kosovo. Kurze Geschichte einer zentralbalkanischen Landschaft, Wien 2008;
- Skanderbeg – der neue Alexander auf dem Balkan, Regensburg 2009;
- Korčula sous la domination de Venise au 15e siècle, Paris 2011;
- Die Albaner – eine Geschichte zwischen Orient und Okzident, München 2012;
- Südosteuropa und die Adria im späten Mittelalter, editor Victor Spinei. Editura Academiei Române [București] 2012;
- Căpitan Codreanu. Aufstieg und Fall des rumänischen Faschistenführers, Wien 2016, în română: Corneliu Zelea Codreanu. Ascensiunea și căderea „Căpitanului”, Editura Humanitas, București, 2017;
- România în 100 de ani. Bilanțul unui veac de istorie, Humanitas, București 2018;
- Balcanii în secolul XX. O istorie postimperială, Humanitas, București 2021, Ediția II-a, București 2022;
- Biserica de stat sau Biserica în stat? O istorie a Bisericii Ortodoxe Române, 1918–2023, Humanitas, București 2023.